# To takie proste
To takie proste – singel polskiego zespołu Sixteen z albumu Lawa, napisany przez Jarosława i Olgę Pruszkowskich oraz wydany w 1998 roku.
W 1998 roku utwór reprezentował Polskę podczas 43. Konkursu Piosenki Eurowizji. W finale imprezy, który odbył się 9 maja w National Indoor Arena w Birmingham, singiel zdobył łącznie 19 punktów, zajmując tym samym 17. miejsce w końcowej klasyfikacji. Podczas występu zespołu orkiestrą dyrygował Wiesław Pieregorólka.

## Lista utworów
CD single
1. „To takie proste” – 2:58
2. „When Love Turns to Hate” – 2:58
3. „To takie proste / When Love Turns to Hate” (Instrumental) – 2:58